# Фридрих II фон Хенеберг-Ашах
Фридрих II фон Хенеберг (на немски: Friedrich II von Henneberg; * 1429; † 17 ноември 1488) от линията Ашах-Рьомхилд на Дом Хенеберг, е граф на Хенеберг-Ашах-Рьомхилд (1465 – 1488).

## Произход
Той е най-възрастният син на граф Георг фон Хенеберг-Рьомхилд († 1465) и съпругата му графиня Йохана фон Насау-Саарбрюкен-Вайлбург († 1481), дъщеря на граф Филип I фон Насау-Саарбрюкен-Вайлбург (1368 – 1429) и първата му съпруга Анна фон Хоенлое-Вайкерсхайм († 1410), наследничка на Кирххаймболанден. Брат е на Анна фон Хенеберг (1424 – 1467), Филип фон Хенеберг (1430 – 1487), епископ на Бамберг (1475 – 1487) и Бертхолд фон Хенеберг (1441/1442 - 1504), архиепископ на Майнц (1484 – 1504)

## Фамилия
Фридрих II се жени на 13 септември 1469 г. в Мюнерщат за графиня Елизабет фон Вюртемберг (* 23 декември 1450 в Ландсхут, † 6 април 1501), дъщеря на граф Улрих V фон Вюртемберг (1413 – 1480) и втората му съпруга Елизабет от Бавария-Ландсхут (1419 – 1451), дъщеря на баварския херцог Хайнрих XVI Богатия. Те имат един син:
- Херман IV (* 1470; † 1535), граф на Хенеберг-Ашах (1488 – 1535), женен на 23 октомври 1491 г. в Ашафенбург за принцеса Елизабет фон Бранденбург (1474 – 1507)